# Advanced Packaging Tool
Advanced Packaging Tool, neboli APT, je balíčkovací systém používaný v Debian GNU/Linuxu a jeho derivátech. APT usnadňuje správu softwaru na Unix-like operačních systémech, jako například automatizaci vyhledávání, konfigurace a instalaci softwarových balíčků, buďto z binárních balíčků anebo při kompilaci ze zdrojových kódů.
APT bylo původně navrženo jako front-end dpkg pro práci s debianovským formátem balíčků, ale od té doby bylo modifikováno pro práci s RPM balíčkovacím systémem via apt-rpm. Díky Fink projektu bylo APT portováno také na macOS a APT je také dostupné v OpenSolarisu (v Nexenta OS distribuci). APT je svobodný software distribuovaný pod GNU General Public licencí.

## Použití

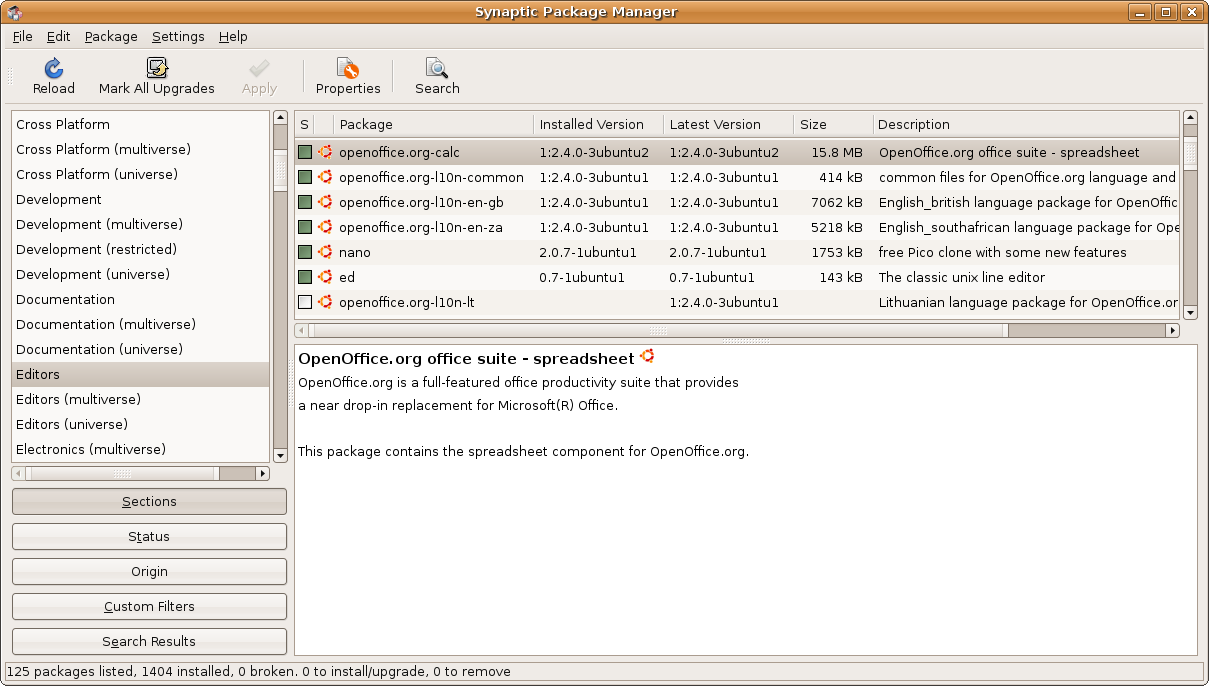
Synaptic Package Manager

APT není jeden jediný program. Je to souhrn několika programů (apt-get, apt-cache, apt-cdrom atd…), které využívají knihovnu naprogramovanou v jazyce C++ známou pod názvem libapt. Nacházejí se ve standardní instalaci operačního systému Debian. Tyto programy jsou víceméně využívány především dalšími nadstavbami např.:
- Synaptic Package Manager, správce balíčku s grafickým uživatelským rozhraním využívající knihovnu GTK+
- aptitude, konzolový program (alternativa k dselect)
- KPackage, součást okenního manažera KDE
- Adept Package Manager, správce balíčků s grafickým rozhraním, je součástí KDE

Nadstavby APT mohou balíčky:
- vyhledávat
- aktualizovat
- instalovat nebo naopak odebírat
- aktualizovat celý systém na novou verzi

Front-endy APT zvládají řešit závislosti balíčků tak, že se uživatele zeptají, zdali mají být také nainstalovány závislé nebo doporučené balíčky. Umějí automaticky instalovat závislosti nebo například odstraňovat zastaralé a nepotřebné balíčky.

## Skrytá zpráva
APT obsahuje skrytou zprávu (tzv. virtuální velikonoční vajíčko, anglicky easter egg), stačí zadat bashový příkaz:
```
$ apt-get moo
```

Ten vyvolá ASCII artový obrázek krávy s doprovodným textem:
```
# apt-get moo
         (__)
         (oo)
   /------\/
  / |    ||
 *  /\---/\
    ~~   ~~
...."Have you mooed today?"...
```